# Alcyopis chalcea
Alcyopis chalcea là một loài bọ cánh cứng trong họ Cerambycidae.